# Drishtee
Drishtee — индийская компания, предоставляющая различные услуги населению в бедных сельских районах Индии. Деятельность организации осуществляется через деревенские киоски, управляемыми местными предпринимателями. Эти киоски появляются с использованием модели франшизы. Организация была основана в 2000 году и в настоящее время управляется её сооснователем Сатьяном Мишра.

## Концепция
Услуги, предоставляемые Drishtee, включают компьютерное образование, курсы английского языка, сельский BPO, государственные услуги, услуги здравоохранения, страхование, электронную коммерцию, микрофинансирование и т. д. Благодаря своей низкой стоимости, количеств таких точек превысило 14000. Наибольшее количество представляющих организацию предприятий открыто в трёх штатах: Ассам, Бихар и Уттар-Прадеш. Одной из основных задач Drishtee является расширение прав и возможностей сельских общин посредством оказания поддержки местному предпринимательству и, таким образом, остановка большой миграции людей из сельской местности в городские районы страны.

## Сотрудничество
В своем стремлении оказывать важные услуги в сельских районах Индии, где проживает более 60 % населения страны, Drishtee имеет партнерские отношения с другими организациями:
- Acumen Fund[5]
- Amaron Batteries
- ICICI Prudential
- Международная финансовая корпорация[6]
- Microsoft[7]
- National Skill Development Corporation
- Scojo
- Государственный банк Индии

Также Drishtee работает в сотрудничестве с несколькими родственными организациями, также предоставляющими специализированные услуги в сельских районах Индии. Некоторые из этих организаций:
- Drishtee Skill Development Center
- Quiver Infoservices[8]
- Cyber InfoDev
- Drishtee Foundation

## Премии и награды
- Ashoka Foundation Fellowship Award, 2004 — (получил основатель Сатьян Мишра)[9]
- Red Herring 100 Asia Award, 2006[10]
- Deloitte FAST 50 (Азия), 2006 — Победитель[11]
- Tech Pioneer, 2007 (Вручается на Всемирном экономическом форуме[12][13]
- Приглашение на Clinton Global Initiative, 2007[14]